# Malta i olympiska sommarspelen 1984
Malta deltog med 7 deltagare vid de olympiska sommarspelen 1984 i Los Angeles.

## Bågskytte
Damernas individuella
- Joanna Agius — 2240 poäng (41:a plats)

## Friidrott
Damernas spjutkastning
- Jennifer Pace
  - Kval — 47,92m (→ gick inte vidare, 23:e plats)